# Bátya
Bátya è un comune dell'Ungheria situato nella contea di Bács-Kiskun, nell'Ungheria meridionale di 2 132 abitanti (dati 2009)

## Società

### Evoluzione demografica
Secondo i dati del censimento 2001 il 94,7% degli abitanti è di etnia ungherese, è presenter inoltre una piccola comunità croata proveniente dalla Slavonia orientale